# 灰翅鸥
灰翅鸥（学名：Larus glaucescens）为鸥科鸥属的鸟类。在中国大陆，分布于福建等地。该物种的模式产地在北美地区。